# Tiberius Æmilius Mamercinus (consul en -470)
Pour les articles homonymes, voir Aemilius Mamercinus.
Tiberius Aemilius Mamercinus ou Mamercus est un homme politique romain du Ve siècle av. J.-C., consul en 470 et 467 av. J.-C.

## Famille
Il est membre des Aemilii Mamercini, branche de la gens Aemilia. Il est le fils de Lucius Aemilius Mamercinus, consul en 484, 478 et 473 av. J.-C., et le petit-fils d'un Mamercus Aemilius.

## Biographie

### Premier consulat (470)
En 470 av. J.-C., il est élu consul avec Lucius Valerius Potitus Publicola pour collègue,. La situation politique intérieure romaine est tendue, les tribuns de la plèbe continuent de demander une distribution équitable de terres au peuple. Les consuls adoptent une attitude neutre et portent le débat devant le Sénat où Appius Claudius Sabinus se montre un opposant si virulent que les tribuns Marcus Duillius et Cnaeus Siccius le citent en justice pour son opposition à une loi agraire et aux tribuns de la plèbe ainsi que pour la défense qu’il prend des patriciens qui accaparent les terres publiques (ager publicus). Il est devenu par ses excès le plus impopulaire des patriciens, alors que ceux-ci l’ont fait élire comme leur meilleur défenseur. Malgré les recommandations des sénateurs qui lui conseillent la modération, Sabinus réplique à l’accusation avec arrogance et agressivité, risquant l'exil, mais selon Tite-Live, il meurt avant la fin de son procès.
Les Èques et les Sabins tentent de profiter des dissensions internes à Rome pour mener des raids en territoire romain. Potitus est envoyé combattre les Èques tandis que Mamercus mène une campagne contre les Sabins. Il rencontre leur armée, mais se retire après une bataille indécise, à l'instar de son collègue. Aucun des deux consuls ne termine leurs guerres, qui continuent les années suivantes.

### Deuxième consulat (467)
En 467 av. J.-C., il est élu consul une seconde fois avec Quintus Fabius Vibulanus pour collègue. Mamercus soutient la revendication des tribuns de la plèbe en faveur d’une distribution de terres au peuple et se heurte aux sénateurs plus conservateurs. Avec son collègue Vibulanus, il apaise le conflit en proposant de répartir les territoires volsques annexés l’année précédente autour d'Antium. Trois Triumviri agro dando sont nommés à cette occasion pour s'occuper de la répartition,,.
Mamercus mène une nouvelle expédition militaire en pays sabin tandis que son collègue affronte les Èques. Il ne parvient pas à provoquer une bataille en ligne, malgré les ravages qu'il cause sur le territoire sabin,.

### Auteurs antiques
- Tite-Live, Histoire romaine, Livre II, 61-64 et Livre III, 1 sur le site de l'Université de Louvain
- Diodore de Sicile, Histoire universelle, Livre XI, 25/29 sur le site de Philippe Remacle
- (en) Denys d'Halicarnasse, Antiquités romaines, Livre IX, 50-71 sur le site LacusCurtius

### Auteurs modernes
- (en) T. Robert S. Broughton, The Magistrates of the Roman Republic : Volume I, 509 B.C. - 100 B.C., New York, The American Philological Association, coll. « Philological Monographs, number XV, volume I », 1951, 578 p.